# Andrej Stuk
Andrej Stuk, född 2 juni 1971, rysk bandyspelare, moderklubb HK Vodnik. Han spelar nu i Dynamo Moskva.

## Klubbar
- 2006/07	Dynamo Moskva Raketa
- 2005/06	Dynamo Moskva Ryssland
- 2004/05	HK Vodnik
- 2003/04	HK Vodnik
- 2002/03	HK Vodnik
- 2001/02	HK Vodnik Ryssland
- 2000/01	HK Vodnik
- 1999/00	HK Vodnik
- 1998/99	HK Vodnik Ryssland
- 1997/98	HK Vodnik
- 1996/97	HK Vodnik
- 1995/96	HK Vodnik
- 1994/95	HK Vodnik
- 1993/94	HK Vodnik
- 1992/93	HK Vodnik
- 1991/92	HK Vodnik
- 1990/91	HK Vodnik Severnaya Dvina
- 1989/90	HK Vodnik Severnaya Dvina
- 1988/89	Severnaya Dvina HK Vodnik